# Experimento Pitești
O Experimento Pitești refere-se a uma série de torturas físicas e psicológicas realizadas na prisão de Pitești, localizada na Romênia, entre os anos de 1949 a 1951 pelas autoridades comunistas, com o objetivo de "bestializar" e  "reeducar" presos políticos e religiosos para que mudassem de personalidade e obtivessem, assim, obediência absoluta ao Partido Comunista Romeno.
As estimativas para o número de pessoas que passaram pelo experimento são calculadas a partir de 1000 e 5000 indivíduos. O ativista Virgil Ierunca se referia a Pitești como o maior e mais intensivo programa de tortura de lavagem cerebral no Bloco de Leste.

## Ao começo
As primeiras etapas de “reeducação” ocorreram na prisão de Suceava e foram posteriormente adotadas em Pitești e Gherla, esta última com menor intensidade.
De acordo com um testemunho recolhido:
Tive choques de corrente elétrica até desmaiar (...), de agulhas debaixo das unhas, de testículos batidos com lápis.
O grupo de supervisores era chefiado por presos políticos sob o comando de Eugen Turcanu, que escolheu um grupo de pessoas "reeducadas" como assistentes sob o nome de Organização de Prisioneiros com Crenças Comunistas.

## Estágios de "reeducação"
O processo teria início em 1949 envolvendo tortura física e humilhação e embora no início o diretor da prisão, Dumitrescu, não fosse favorável, acabou cedendo, chegando a participar de alguns espancamentos.
Os detidos receberam espancamentos severos e regulares e foram forçados a torturar uns aos outros para desencorajar a lealdade, depois forçados a comparecer a sessões programadas, com temas como materialismo dialético e Joseph Stalin acompanhando tais sessões de violência aleatória.

### Primeira etapa: "Desmascaramento externo"
As vítimas foram inicialmente interrogadas por meio de tortura física para que pudessem revelar detalhes íntimos de suas vidas pessoais, muitos dos detidos acabaram reconhecendo crimes falsos como uma esperança de evitar a tortura.

### Segunda etapa: "Desmascaramento interno"
Os torturados foram forçados a revelar os nomes daqueles que se comportaram de forma menos brutal.

### Terceiro estágio: "Desmascaramento moral público"
Os presos foram forçados a denunciar suas crenças, lealdades e valores. Os detidos religiosos se vestiam de Jesus Cristo e eram humilhados por outras pessoas, além de serem forçados a blasfemar de símbolos religiosos e textos sagrados.

## Tortura
Além da violência física, os detidos eram obrigados a realizar trabalhos humilhantes, como limpar o chão com um pano entre os dentes, sendo mantidos e mal alimentados em condições insalubres. Os detidos eram espancados para permanecerem acordados na mesma posição, com qualquer tipo de oração sendo brutalmente punida, além de serem forçados a comer rapidamente, incluindo fezes e vômito. O batismo cristão era ridicularizado, com a Sagrada Comunhão sendo substituída por fezes, além de baldes de urina e material fecal sendo jogados nos prisioneiros.
Os métodos utilizados foram derivados da pedagogia de Anton Makarenko em relação à reabilitação. Turcanu o citaria como um modelo de inspiração.

### Consequências da tortura
Como Bacu explica:
Injetando gradativamente no subconsciente da vítima informações contrárias ao que sempre é aceito como real e verdadeiro, alterando e depreciando constantemente a realidade existente e substituindo-a por uma imagem fictícia, o reeducado finalmente obteve o propósito de desmascarar: fazer a mentira ser tão real para a vítima que ela se esquece do que antes fazia sentido para ela

O historiador francês Stephane Courtois fez as seguintes afirmações sobre o experimento:
Piteşti foi uma experiência inacreditável, levada ao extremo. Sim, houve outros experimentos de engenharia psicológica como o do Khmer Vermelho com a população cambojana, mas eles eram banais em comparação. No Camboja, as pessoas eram obrigadas a participar, depois do trabalho, de reuniões em que tinham de repetir slogans o tempo todo. Mas em Piteşti eles trabalharam dia e noite, sem interrupções, na psicologia dos jovens, para transformá-la completamente. E até agora, que eu saiba, esta é a única experiência desse tipo. Talvez coisas novas sejam descobertas nos arquivos de Moscou, na China ou em outros lugares, mas de acordo com o estado atual de nosso conhecimento histórico, é uma experiência única. É de grande interesse porque nos mostra até onde o projeto comunista pode ser levado, até onde uma experiência pode ser levada.
Como resultado da tortura, estima-se que entre 100 e 200 detidos morreram, com ossadas sendo descobertas até os dias atuais. Seja como for, as causas das mortes foram falsificadas nas certidões de óbito.

## O final
Em 1952, o Ministro do Interior Teohari Georgescu seria posteriormente expurgado do partido junto com Vasile Luca e Ana Pauker. Com o expurgo, membros da Organização de Prisioneiros com Crenças Comunistas foram julgados secretamente por abuso e alguns de seus membros teriam sido condenados à morte.